# روبرتو مری
روبرتو مری مونتان (انگلیسی: Roberto Merhi Muntan؛ زادهٔ ۲۲ مارس ۱۹۹۱) رانندهٔ مسابقات اتومبیل‌رانی اهل اسپانیا است که در طول فصل ۲۰۱۵ از مسابقات جهانی فرمول یک برای تیم مانور ماروسیا اف۱ رانندگی کرده‌است. او در فصل ۲۰۱۵، به ۱۴ مسابقه وارد شد و از میان این مسابقه‌ها توانست ۱۳ مسابقه را آغاز کند، اما موفق به کسب هیچ امتیازی نشد.

## نتایج کامل در فرمول یک
(کلید) (مسابقه‌هایی که به‌صورت پررنگ نوشته شده‌اند نشانگر پول پوزیشن، و مسابقه‌هایی که به‌صورت ایتالیک نوشته شده‌اند نشانگر سریع‌ترین دور هستند)
| سال  | ورودی                 | شاسی             | موتور                            | ۱             | ۲        | ۳      | ۴        | ۵          | ۶         | ۷         | ۸        | ۹           | ۱۰          | ۱۱       | ۱۲         | ۱۳           | ۱۴      | ۱۵        | ۱۶         | ۱۷     | ۱۸    | ۱۹        | ق.ر.   | امتیاز |
| ---- | --------------------- | ---------------- | -------------------------------- | ------------- | -------- | ------ | -------- | ---------- | --------- | --------- | -------- | ----------- | ----------- | -------- | ---------- | ------------ | ------- | --------- | ---------- | ------ | ----- | --------- | ------ | ------ |
| ۲۰۱۴ | تیم کاترهام اف۱       | کاترهام سی‌تی۰۵   | رنو انرژی اف۱‑۲۰۱۴ ۱٫۶ وی۶ توربو | استرالیا      | مالزی    | بحرین  | چین      | اسپانیا    | موناکو    | کانادا    | اتریش    | بریتانیا    | آلمان       | مجارستان | بلژیک      | ایتالیا ر.آ. | سنگاپور | ژاپن ر.آ. | روسیه ر. آ | آمریکا | برزیل | ابوظبی    | –      | –      |
| ۲۰۱۵ | تیم مانور ماروسیا اف۱ | ماروسیا ام‌آر۰۳بی | فراری ۰۵۹/۳ ۱٫۶ وی۶ توربو        | استرالیا ت.ن. | مالزی ۱۵ | چین ۱۶ | بحرین ۱۷ | اسپانیا ۱۸ | موناکو ۱۶ | کانادا ب. | اتریش ۱۴ | بریتانیا ۱۲ | مجارستان ۱۵ | بلژیک ۱۵ | ایتالیا ۱۶ | سنگاپور      | ژاپن    | روسیه ۱۳  | آمریکا     | مکزیک  | برزیل | ابوظبی ۱۹ | نوزدهم | ۰      |